# Jana Rabasová
Jana Rabasová (Bartošová) (22. července 1933, Praha – 2008) byla česká sportovní gymnastka a olympijská medailistka. Na LOH 1952 v Helsinkách obsadila s družstvem žen bronzovou příčku.